# Koło łopatkowe

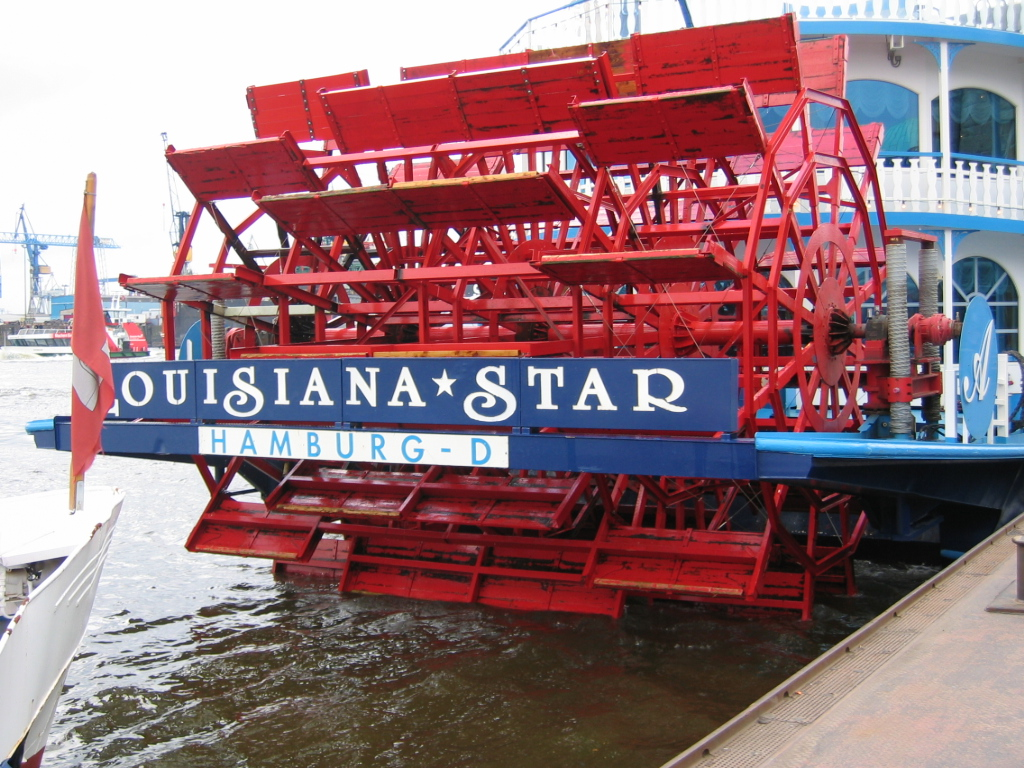
Koło łopatkowe tylnokołowca

Koło łopatkowe – rodzaj pędnika statku w formie konstrukcji o poziomej osi obrotu prostopadłej do płaszczyzny symetrii statku. Jego elementami roboczymi są łopatki zamocowane na obwodzie koła. W przypadku małych jednostek zamocowanie łopatek może być stałe, jednak na dużych jednostkach stosuje się zamocowanie obrotowe i sterowanie łopatkami. Sterowanie odbywa się za pomocą mimośrodu i pozwala na takie ułożenie łopatek, by w czasie ruchu koła nie powodować ich uderzania o powierzchnię wody.
Jednostki stosujące koło łopatkowe jako pędnik nazywa się statkami kołowymi lub kołowcami (bocznokołowcami lub tylnokołowcami).
Koła łopatkowe jako napęd statków wyparte zostały przez śruby okrętowe.